# Henri Tenting
Henri (Henry) Tenting, né le 10 septembre 1851 à Laignes (Côte-d'Or) et mort le 11 septembre 1919 à Dijon (Côte-d'Or), est un magistrat et homme politique français.

## Biographie
Issu d'une famille bourguignonne et sud-champenoise, son père est médecin à Laignes.
Magistrat, il effectue toute sa carrière à Troyes : avoué puis juge suppléant à compter de 1892, puis juge à compter de 1900 et enfin juge d'instruction la même année. Il quitte la magistrature à partir de son élection comme député en 1904. Il est promu président honoraire.
Conseiller général du canton de Laignes, il est député de la Côte-d'Or de 1904 à 1910, inscrit au groupe de la Gauche démocratique.
Il s'intéresse beaucoup aux questions d'assurance et de protection sociale.
Au delà de ses activités professionnelles et mandats électifs, il est président de la Société scolaire de Laignes, membre de la Ligue nationale de la prévoyance et de la mutualité à compter de 1900 et membre honoraire de la Société académique d'agriculture, des sciences, arts et belles-lettres du département de l'Aube.

## Mandats
- 1899-1919 (décès) : conseiller général de la Côte-d'Or (canton de Laignes)[4]
- 1904-1910 : député de la Côte-d'Or
- 1912-1913 : président du conseil général de la Côte-d'Or

## Famille
Marié en 1881 à Marthe Michault (1858-1941), il a deux filles : Anne et Denise. Le couple divorce en 1913.
Il est le neveu de Louis-Alban Henry (1819-1977), notaire, maire de Troyes, vice-président du Conseil général de l'Aube.
Il est le grand-père de Jacques Sevestre (1907-1940), officier de marine et Compagnon de la Libération.
Il est le beau-frère de Paul Baratte (1860-1928), inspecteur général des ponts et chaussées, et l'oncle de Jacques Baratte (1898-1989), industriel, et d'Yvonne Baratte (1910-1945), résistante française.